# Eurydike II av Makedonien
Eurydike II av Makedonien (grekiska: Εὐρυδίκη), död 317 f.Kr., var en makedonsk prinsessa och drottning, gift med kung Filip III av Makedonien. Hon var dotter till kung Amyntas IV av Makedonien och Kynane av Makedonien och både kusindotter, systerdotter och svägerska till Alexander den store. Hon spelade en aktiv politisk roll under det andra diadokerkriget mellan Alexanders efterträdare. 